# Радіо Марія (Польща)

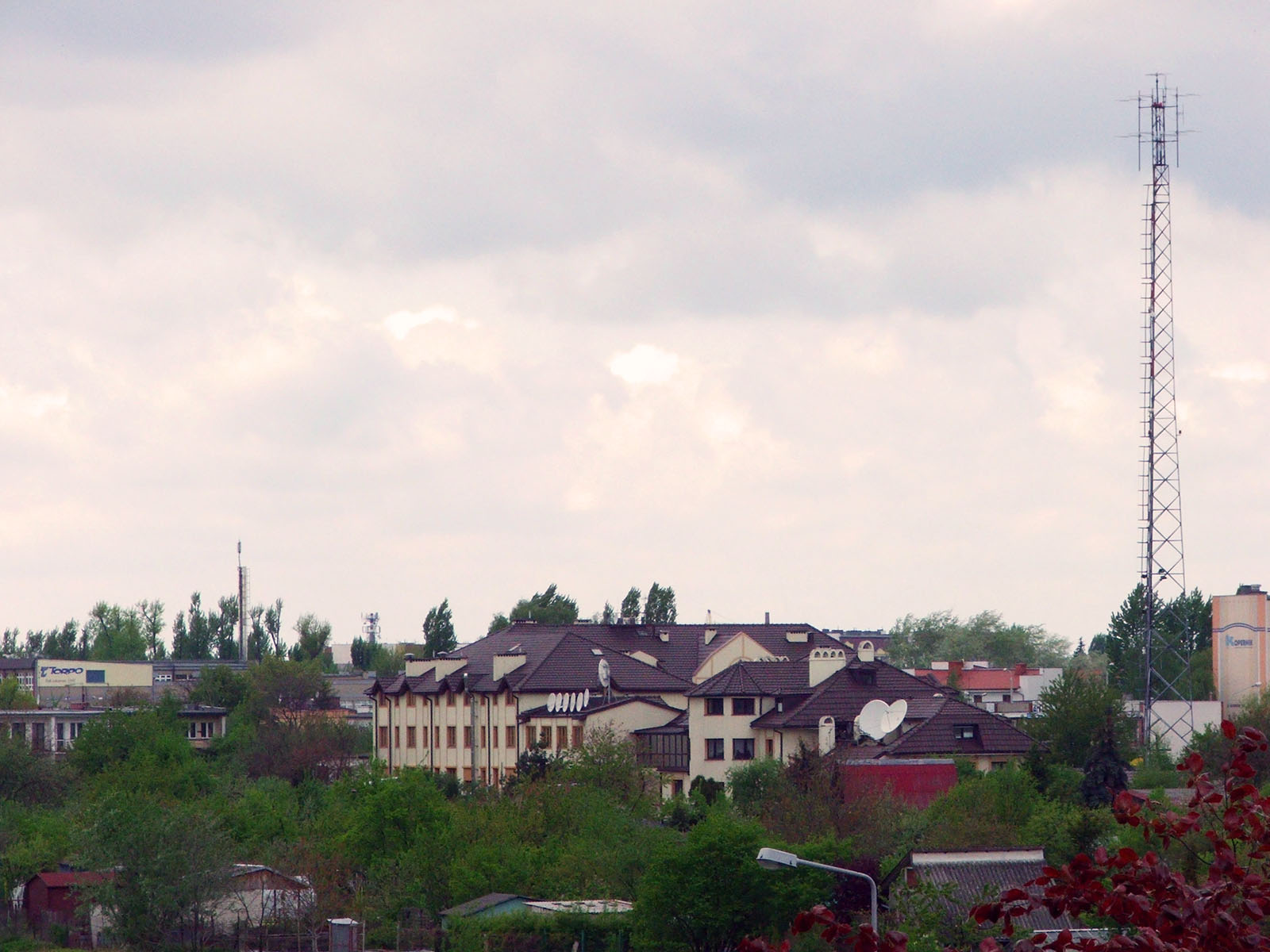
Польське відділення Радіо Марія, Торунь, Польща

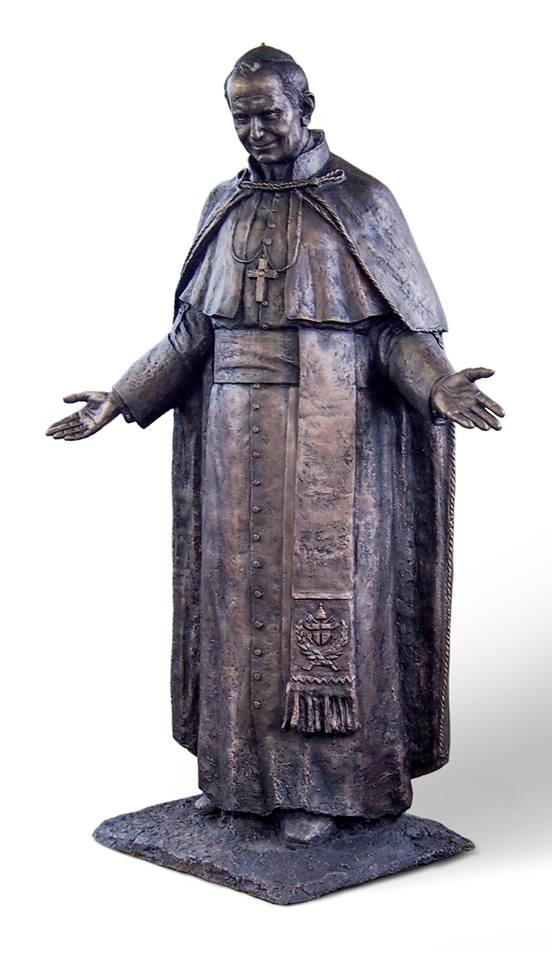
Пам'ятник Івану Павлу II на терені Радіо Марія, скульптор Геннадій Єршов

Радіо Марія — польська радіостанція, соціально-католицька, заснована в Торуні в 1991 році монахами Конгрегації Святішого Спасителя (Редемптористів).
Радіо працює як церковна юридична особа, що належить до Римо-католицької церкви. Директор Радіо о. Тадеуш Ридзик.
Радіо Марія отримало ліцензію 9 травня 2008 року у Варшаві, діє до 2018 року. Програми Радіо Марія зображують аспекти християнської віри і проблеми суспільного життя з точки зору віри та соціальної доктрини Католицької Церкви.
У березні 1991 року домовилися про початок радіомовлення. У червні 1991 року станція отримала перші ліцензії на мовлення в Торуні і Бидгощі.
Радіо Марія в 1993 році отримало статус громадського мовника — в обмін на згоду відмовитися від реклами.
27 березня 1993 Радіо Марія розпочала мовлення через супутник Eutelsat II. 28 березня 2007 у Варшаві відбувся Марш життя, головним організатором були Телебачення Trwam і Радіо Марія.
Основними елементами станції є: євангелізація, молитва, медитація, музика. Станція національно-католицької ідеї. У питаннях моралі і релігійних коментаторів радіо звертатися до елементів польської народної релігії. Станція критикує ліберально-демократичної моделі держави.

## Джерело
- Радіо Марія в Польщі
- Офіційний сайт Радіо Марія-Італія
- Офіційний сайт Радіо Марія Україна
- Радіо Марія Телебачення TRWAM